# Luny Tunes
Luny Tunes est un duo de production dominicain, spécialisé dans le reggaeton. Il se compose de Francisco Saldaña (Luny) et de Víctor Cabrera (Tunes), respectivement originaires de La Romana et de El Cibao.
DJ Nelson et Noriega (Más flow) sont leur coach et se lancent dans les arrangements et la production musicale de plusieurs œuvres de reggaeton collectives avec notamment des artistes tels que Baby Rasta y Gringo, Ivy Queen, Héctor y Tito, Zion y Lennox avec Hay algo en ti Trebol Clan, avec Bailando provocas, Daddy Yankee Gasolina. Le thème du perreo est omniprésent dans leur œuvre… En 2005, Luny Tunes assume également la production de tubes pour R. Kelly dans Burn It Up et pour l'album TP3 Reloaded, ainsi que pour Ricky Martin dans Qué más da pour Life.

## Biographie
Francisco Saldaña est né le 23 juin 1979, et Víctor Cabrera le 12 avril 1981, et sont respectivement originaires de La Romana et de El Cibao, en République dominicaine. Ils se rencontrent comme membres du personnel de la cafétéria de l’Université Harvard à Boston, aux États-Unis, avant de devenir des producteurs de renom. Ils déménagent ensuite à Porto Rico où il se joignent au DJ Noriega et commencent à trouver le pseudo Luny Tunes dont le nom est emprunté à une série de dessins animés, Looney Tunes.

### Débuts (2000–2003)
Luny Tunes est la première équipe de production importante spécialisée dans le reggaeton, se faisant remarquer avec des singles à succès, des club anthems, et des mixtape. Ivy Queen est la première à travailler avec les Luny Tunes qui produisent son single Quiero Saber, car elle croyait en leur talent,. Les Luny Tunes se popularisent vraiment avec DJ Nelson, un pionnier du reggaeton qui reconnaitra leur talent de production talents, ce qui les mènera ainsi à produire A la Reconquista de Héctor y Tito (2002), et à signer à son label Flow Music. Les Luny Tunes, en retour, produisent aux côtés d'un jeune producteur prometteur appelé Noriega, sur Mas Flow, publiée en 2003. La mixtape fait participe une partie des meilleurs chanteurs de reggaeton de l'époque incluant Daddy Yankee, Don Omar, Tego Calderón, Wisin y Yandel, Héctor y Tito, Zion y Lennox, Baby Ranks, Nicky Jam, et Trebol Clan. Le CD est un vrai succès en Amérique latine.

### Montée en succès (2004–2007)
L'année suivante, les Luny Tunes se popularisent davantage avec Gasolina, l'une de leurs nombreuses productions incluses sur l'album Barrio fino de Daddy Yankee, et qui devient un succès planétaire. Hormis Barrio Fino, Les Luny Tunes contribuent aussi aux albums de Don Omar (The Last Don, 2003), de Tego Calderón (El Abayarde, 2003), d'Eddie Dee (Los 12 Discípulos, 2004), d'Ivy Queen (Diva, 2004), Zion y Lennox (Motivando a la Yal, 2004), Nicky Jam (Vida Escante, 2004), et Trebol Clan (Los Bacatranes, 2004) — tout ça en à peine deux ans.
En 2005, Les Luny Tunes publient Mas Flow, Vol. 2, la suite de leur premier volet, qui suit d'un troisième volet Mas Flow: Los Benjamins en 2006, en plus d'une seconde compilation, Reggaeton Hits, précédée d'un best-of, La Trayectoria en 2004. Les Luny Tunes remixent ensuite la chanson Call on Me de Janet Jackson avec Nelly. Leur nouvelle mixtape est publiée en 2007, et intitulée Los Benjamins: La Continuacion.

### Depuis 2008
Luny Tunes réside à Porto Rico où il possède un studio dont la valeur est estimée à environ 3,5 millions de dollars[7]. Ces dernières années, l'équipe de production a travaillé sur des chansons à succès telles que Adrenalina de Wisin feat. Jennifer Lopez et Ricky Martin, Duele El Corazon d'Enrique Iglesias, Mayor Que Yo 3 de Daddy Yankee, Don Omar, Wisin y Yandel, et Moviendo Caderas de Yandel feat. Daddy Yankee.

## Discographie
- 2003 : DJ Nelson presenta Luny Tunes & Noriega : Más flow
- 2004 : Luny Tunes - La trayectoría
- 2004 : Luny Tunes - Kings of the Beats
- 2005 : Luny Tunes and Baby Ranks - Más flow 2
- 2005 : Luny Tunes : Más flow (Platinum Edition)
- 2006 : Luny Tunes : Reggaetón Hits
- 2006 : Luny Tunes and Tainy : Los Benjamins
- 2007 : Luny Tunes and Tainy : Los Benjamins (La Continuacion)
- 2015 : Mayor Que Yo 3, (Avec. Daddy Yankee, Wisin, Don Omar, Yandel).
- 2016 : Cojela Que Va Sin Jockey (Prod. by Luny Tunes), (Avec. Daddy Yankee).
- 2016 : Te He Querido, Te He Llorado (Prod. by Luny Tunes), (Avec. Ivy Queen).
- 2016 : La Fila, (Avec. Don Omar, Sharlene, Maluma).
- 2016 : Lento (remix), (Avec. RBD, Wisin & Yandel).
- 2016 : Luny Tunes  - Más flow 3.
- 2019 : Mas Flow 3 - Back to the Underground
- 2021 :  #Problema (Version Luny Tunes) (avec Daddy Yankee).

## Récompenses
Luny Tunes reçoivent dans leur parcours de nombreuses récompenses sur le plan international, notamment par deux prix pour le Billboard Latin Awards 2004 de la musique latino (duo et album tropical) pour la production de Mas Flow. Ils reçoivent également le prix des meilleurs producteurs dans le cadre du People's choice Reggaeton Award ainsi que pour le Top Rap Awards.
Latin Billboard Awards :
- 2004 : Más Flow – « album tropical de l'année/duo ou groupe »
- 2004 : Más Flow – « album tropical de l'année/nouvelle génération »
- 2005 : La Trayectoría - « album reggaetón de l'année »
- 2006 : Luny Tunes – « producteur de l'année » (2006)
- 2006 : Rákata (feat. Wisin y Yandel) – Hot Latin Song
- 2006 : Qué más da / I don't care (feat. Fat Joe) – « chanson dance de l'année »

Latin Grammy Awards :
- 2005 : Barrio fino  - Best Album of the Year / Urban" 2005 (produced by Luny Tunes)

Reggaeton People's Choice Awards :
- 2004 : Luny Tunes - « producteur de l'année »
- 2005 : Luny Tunes - « producteur de l'année »
- 2005 : Mayor que yo - « meilleure chanson de l'année » (avec Don Omar)
- 2005 : Más flow 2 - « meilleur album de l'année »

Premios Lo Nuestro Awards :
- Más flow 2 - « meilleur album de l'année - catégorie urban »